# Teatro Dilillo
L'ex teatro Dilillo (già Politeama Moderno) è un edificio civile situato su corso Garibaldi a Barletta.
Il teatro fu edificato nel 1924, ma in seguito fu adibito a cinema fino alla sua definitiva riconversione in uffici agli inizi degli anni novanta. La facciata integra, tutelata dalla Soprintendenza, rappresenta un valido esempio di art déco. 

## Storia e descrizione
Il teatro venne voluto dagli impresari Ruggero Di Lillo, Luigi Doronzo e Di Serio, e fu progettato dall'ingegnere Arturo Boccassini. La posa della prima pietra avvenne l'8 dicembre 1920 e i lavori, durati circa tre anni, terminarono con l'inaugurazione ufficiale nel gennaio 1924. Nato come "Politeama Moderno", fu gestito da Di Lillo e Doronzo, che dal giorno di apertura fino al secondo dopoguerra vi tennero concerti, opere di prosa e convegni; a partire dal 1936 propose anche stagioni liriche. Il teatro era punto fisso nelle migliori riviste di settore dell'epoca e veniva rappresentato come un ottimo esempio di vivacità culturale cittadina. A cominciare dal 1940 divenne ufficialmente "cinema-teatro", il primo a Barletta.
Nel 1984 il teatro fu sottoposto a vincolo, ma pochi anni dopo buona parte della struttura venne demolita in un'operazione di speculazione edilizia, mantenendo solamente la facciata liberty e déco, e provocando anche proteste e sdegno tra la popolazione e le associazioni culturali. Al piano terra l'edificio ospita la sede cittadina centrale delle Poste Italiane, mentre ai piani superiori ci sono uffici.